# Harry Babcock
Henry Stoddard "Harry" Babcock (Pelham Manor, Nova York, 15 de desembre de 1890 - Norwalk, Connecticut, 5 de juny de 1965) va ser un atleta estatunidenc, especialista en salt de perxa, que va competir a començaments del segle xx.
El 1912 va prendre part en els Jocs Olímpics, d'Estocolm, on disputà la prova del salt de perxa del programa d'atletisme. En ella guanyà la medalla d'or amb un millor salt de 3m 95 cm, que suposava un nou rècord olímpic.
Babcock s'inicià en el salt de llargada i sols a partir de 1910 canvià al salt de perxa. Es graduà en enginyeria per la Columbia University el 1912, i posteriorment treballà com a venedor en una fusteria a Irvington, Nova York.